# 2019년 부건빌 독립 국민투표
2019년 부건빌 독립 국민투표는 부건빌 자치주의 독립 여부를 놓고 2019년 11월 23일부터 12월 7일까지 실시한 독립 국민투표이다.
투표결과 18만1천67명의 유권자가 투표에 참여해 98%인 17만6천928명이 독립을 지지하고, 3천43명이 반대했으며 1천96표는 기권 또는 무효 처리됐다. 독립투표는 찬성이 압도적으로 많았지만, 파푸아뉴기니 의회를 통과할지 미지수다.

## 같이 보기
- 2006년 몬테네그로 독립 국민투표
- 2011년 남수단 독립 국민투표